# Kaouther Tabai
Kaouther Tabai (arabisch كوثر التابعي, DMG Kauṯar at-Tābiʿī, geboren 1964 in Ariana bei Tunis) ist eine tunesische Schriftstellerin, Übersetzerin und Informatikerin.

## Leben

### Ausbildung und Beruf
Nach dem Abitur bewarb sich Tabai um ein Ausland-Stipendium für Informatik. Sie entschied sich 1983 für ein Stipendium des Deutschen Akademischen Austauschdienstes (DAAD) an der Technischen Universität München, wo sie von 1986 bis 1992 studierte. Obwohl sie auch in den Vereinigten Staaten oder in Kanada hätte studieren können, wollte sie die deutsche Sprache erlernen, um literarische und philosophische Texte im Original lesen zu können. Tabai ließ sich nach dem Studium mit ihrem Mann in München nieder und arbeitet dort als Softwareentwicklerin.

### Schriftstellerin und Übersetzerin
Neben Beruf und Familie schreibt Tabai auf Arabisch und Deutsch. Sie veröffentlichte Texte in Anthologien, Zeitschriften und im Rundfunk. Ihren ersten Erzählband Das kleine Dienstmädchen veröffentlichte sie 2004. Er enthält Geschichten über Frauenleben in Tunesien, die Schwierigkeiten, die Begrenzungen und die Freuden. Tabai träumte sich selbst damit in ihre warmherzige Kindheit und Jugend zurück. Sie erzählt von einem Tunesien, das sie als junge Frau kannte und das damals gegenüber dem Westen besonders aufgeschlossen war. Aber auch Erlebnisse in Deutschland arbeitet sie in die Erzählungen ein.
2010 reiste Tabai im Rahmen der Reihe „Expedition Heimat“ mit Redakteuren der Deutschen Welle nach Tunesien. Nur selten hatte sie bis dahin ihre ehemalige Heimat besucht. In dem Film besuchten auch zwei andere Schriftsteller ihre Geburtsländer: Azza Hassan fuhr nach Ägypten und Mohamed Massad nach Marokko.
Der zweite Erzählband folgte 2015. In ihm setzte sich Tabai mit dem Arabischen Frühling und der Migration aus Tunesien nach Deutschland auseinander.
Tabai schreibt auch Gedichte. Einen eigenen Gedichtband veröffentlichte sie bisher nicht. Stattdessen wandte sie sich der Übersetzung arabischer Texte und Gedichte zu. 2012 erschien der Gedichtband von Fwaz Kadrie Weiße Nelken in der Nacht, den Tabai ins Deutsche übertrug.
2022/23 nahm Tabai zusammen mit Annie Rutherford, Barbara Fontaine und anderen Übersetzern an dem Projekt Trans|Droste - Schreiben als Frau des Journals für das Übersetzen Toledo teil. Übertragen wurden Gedichte von Annette von Droste-Hülshoff ins Englische (Rutherford), ins Französische (Fontaine), ins Arabische (Tabai) und des Weiteren auch ins Türkische, Farsi und andere Sprachen. Die Übersetzer tauschten sich online über die Gedichte und den Stand ihrer Arbeit aus. Das Ergebnis ist eine Online-Präsentation der Originaltexte und der übersetzten Texte.

## Veröffentlichungen (Auswahl)

### Erzählungen
- Das kleine Dienstmädchen. Aus dem Leben tunesischer Frauen. Glaré, Frankfurt am Main 2004, ISBN 978-3-930761-39-5.
- Jasminknospen. Von Tunesien nach Deutschland ... und dann? Glaré, Frankfurt am Main 2015, ISBN 978-3-930761-88-3.

### Übersetzungen aus dem Arabischen ins Deutsche
- Fwaz Kadrie: Weiße Nelken in der Nacht. Arabische Lyrik. Georg-von-Toyberg-Verlag, München 2012, ISBN 978-3-942744-16-4.